# Волости Таврической губернии
В статье представлена информация о волостном делении полуостровной части Таврической губернии по разным источникам XIX — начала XX века.

## Волостное деление в 1805 году
Согласно делу «О доставлении ведомостей о всех селениях с показанием в которой волости сколько числом дворов и душ и на чьей земле поселены» 1805 г. № 127
- Евпаторийский уезд
  - Джелаирская (Джалаирская) волость
  - Кара-Ата-Кыятская (Хорото-Киятская) волость
  - Кудайгульская (Кудайгулская) волость
  - Тулатская волость
  - Урчукская волость
  - Яшпекская (Яшпетская) волость
- Перекопский уезд
  - Биюк-Тузакчинская волость
  - Боз-Гозская (Бозкозкая) волость
  - Бостерчинская волость
  - Джанайская волость
  - Кокчора-Кыятская (Кокчора-Киятская) волость
  - Кучук-Кабачская волость
  - Тоганаш-Минская (Таганашминская) волость
- Симферопольский уезд
  - Актачинская волость
  - Алуштинская волость
  - Аргинская (Аргынская) волость
  - Кадыкойская волость
  - Махульдюрская (Махулдурская) волость
  - Табулдынская волость
  - Чоргунская волость
  - Эски-Ординская (Эскиординская) волость
- Феодосийский уезд
  - Аккозская (Акмозская) волость
  - Байрачская волость
  - Кадыкелечинская (Кадыкелейнская) волость
  - Кокташская волость
  - Порпачская (Парпатская) волость
  - Урускоджинская (Урос-Коджинская) волость
- Мелитопольский уезд существовавший с 1784 по 6 марта 1923 года

## Волостное деление перед реформой 1829 года
Согласно «Ведомости о казённых волостях Таврической губернии» от 31 августа 1829 года.
- Евпаторийский уезд
  - Атайская волость
  - Кудайгулская (Кудайгульская) волость
  - Сакалская (Сакальская) волость
  - Тулатская волость
  - Яшпетская волость
- Перекопский уезд
  - Боз-Гозская (Бозгозская) волость
  - Бостерчинская (Бустерчинская) волость
  - Джанайская волость
  - Кокчора-Кыятская (Кокчорокиятская) волость
  - Кучук-Кабачская (Кучук-Кабакская) волость
  - Тоганаш-Минская (Тоганашминская) волость
  - Тузакчинская волость
- Симферопольский уезд
  - Актачинская волость
  - Алуштинская волость
  - Аргынская (Аргинская) волость
  - Кадыкойская волость
  - Махульдурская (Махолдурская) волость
  - Табулдынская волость
  - Чоргунская волость
  - Эскиординская волость
- Феодосийский уезд
  - Аккозская волость
  - Байрачская волость
  - Кадыкелечинская волость
  - Кокташская волость
  - Парпачская волость
  - Урускоджинская волость
- Мелитопольский уезд  существовавший с 1784 по 6 марта 1923 года

## Волостное деление после реформы 1829 года
В 1829 году была проведена реорганизация волостного деления Таврической губернии. Согласно «Ведомости о казённых волостях Таврической губернии» от 31 августа 1829 года, Крымский полуостров был разделён на следующие волости:
- Евпаторийский уезд
  - Аксакал-Меркитская волость
  - Атайская волость
  - Кудайгульская (Кудайгулская) волость
  - Темешская волость
  - Урчукская волость
  - Яшпетская волость
- Перекопский уезд
  - Агъярская волость
  - Баш-Кыргызская (Башкирицкая) волость
  - Джанайская волость
  - Ишуньская волость
  - Кокчора-Кыятская (Кокчорокиятская) волость
  - Тузакчинская волость
  - Эльвигазанская волость
- Симферопольский уезд
  - Ай-Тувганская (Айтуганская) волость
  - Алуштинская волость
  - Аргынская (Аргинская) волость
  - Байдарская волость
  - Дуванкойская волость
  - Озенбашская (Узенбашская) волость
  - Сарабузская волость
  - Эски-Ординская волость
  - Мангушская волость
- Феодосийский уезд
  - Агырмакская (Агерманская) волость
  - Бёрюсская (Бурюкская) волость
  - Кокташская волость
  - Учкуйская волость
  - Чал-Темирская (Чалтемирская) волость
  - Чурубашская волость
- Бердянский уезд
- Три уезда губернии — Бердянский, Мелитопольский и Днепровский — были на материке, а остальные пять — на полуострове.

## Волостное деление в 1838 году
В 1838 году из части территории Симферопольского уезда был образован Ялтинский уезд.

## Волостное деление в 1842 году
В 1842 году были незначительно скорректированы границы уездов. Небольшая часть территории Ялтинского уезда была переда в Симферопольский, небольшая часть Симферопольского — в Евпаторийский, небольшая часть Перекопского — в Феодосийский.

## Волостное деление в последней четверти XIX века
Согласно карте, опубликованной в справочнике «Административно-территориальное устройство Крыма в документах и картографических образах». Год на карте не виден, составители справочника его тоже не указывают, но железная дорога на Свеастополь уже есть, а на Феодосию ещё нет (то есть это между 1875 и 1892 годами). В «Памятной книге Таврической губернии 1889 г.» всё так же, только ещё Мангушская волость .
- Евпаторийский уезд
  - Абузларская волость
  - Биюк-Асская волость
  - Кунанская волость
  - Курман-Аджинская волость
  - Сакская волость
  - Чотайская волость
- Перекопский уезд
  - Бай-Кончекская (Байганчикская) волость
  - Григорьевская волость
  - Ишуньская волость
  - Эйгенфельдская волость
- Симферопольский уезд
  - Дуванкойская волость
  - Зуйская волость
  - Каралезская волость
  - Кронентальская волость
  - Нейзацкая (Нейзатская) волость
  - Сарабузская волость
  - Тав-Бадракская волость (ранее Мангушская волость[1])
- Феодосийский уезд
  - Владиславовская (Владиславская) волость
  - Кышлавская (Кишлавская) волость
  - Петровская волость
  - Салынская волость
  - Сарай-Минская (Сарайминская) волость
  - Тарак-Ташская (Таракташская) волость
  - Цюрихтальская волость
  - Шейх-Манайская (Шейих-Монахская) волость
- Ялтинский уезд
  - Алуштинская волость
  - Байдарская волость
  - Богатырская волость
  - Дерекойская волость
- Бердянский уезд 
  - Андреевская волость
  - Андреево-Старо-Троянская волость
  - Берестовская волость
  - Больше-Токмакская волость
  - Белицкая волость
  - Вознесенская волость
  - Гальбштадтская волость
  - Гнаденфельдская волость
  - Мало-Токмакская волость
  - Нейгофнунгская волость
  - Николаевская волость
  - Ново-Алексеевская волость
  - Ново-Васильевская волость
  - Ново-Дмитриевская волость
  - Ореховская волость
  - Петро-Павловская волость
  - Покровская волость
  - Поповская волость
  - Преславская волость
  - Романовская волость
  - Сладко-Балковская волость
  - Цареводаровская волость
  - Черниговская волость

Три уезда губернии — Бердянский, Мелитопольский и Днепровский — были на материке, а остальные пять — на Крымском полуострове. 

## Волостное деление в 1897 году
- Евпаторийский уезд
  - Агайская волость
  - Донузлавская волость
  - Камбарская волость
  - Коджамбакская волость
  - Кокейская волость
  - Кунанская волость
  - Сакская волость
- Перекопский уезд
  - Ак-Шейхская волость
  - Александровская волость
  - Богемская волость
  - Бюйтенская (Бютеньская) волость
  - Воинская волость
  - Джурчинская волость
  - Тотанайская волость
- Симферопольский уезд
  - Булганакская волость
  - Дуванкойская волость
  - Зуйская волость
  - Каралезская волость
  - Подгородне-Петровская волость
  - Табулдинская волость
  - Тав-Бадракская волость
- Феодосийский уезд
  - Андреевская волость
  - Владиславская волость
  - Кишлавская волость
  - Петровская волость
  - Салынская волость
  - Сарайминская волость
  - Таракташская волость
  - Цюрихтальская волость
- Ялтинский уезд
  - Алуштинская волость
  - Байдарская волость
  - Богатырская волость
  - Дерекойская волость
  - Кучук-Узеньская волость (Кучук-Озенская)
- Бердянский уезд
  - Александровская волость
  - Андреевская волость
  - Берестовская волость
  - Больше-Токмакская волость
  - Белицкая волость
  - Вознесенская волость
  - Гальбштадтская волость
  - Гнаденфельдская волость
  - Дмитриевская волость
  - Мало-Токмакская волость
  - Николаевская волость
  - Ново-Алексеевская волость
  - Ново-Васильевская волость
  - Ореховская волость
  - Петропавловская волость
  - Покровская волость
  - Поповская волость
  - Преславская волость
  - Романовская волость
  - Сладко-Балковская волость
  - Софиевская волость
  - Цареводаровская волость
  - Черниговская волость

Между 1892 и 1896 годами из Покровской волости была выделена Александровская волость. Также между 1892 и 1896 годами Андреево-Старо-Троянская волость и Нейгофнунгская волость были преобразованы в Софиевскую волость. Три уезда губернии — Бердянский, Мелитопольский и Днепровский — были на материке, а остальные пять — на Крымском полуострове. 

## Волостное деление в 1913 году
Волостное деление по справочнику: «Волостныя, станичныя, сельския, гминныя правления и управления, а также полицейские станы всей России с обозначением места их нахождения.»- Киев : Изд-во Т-ва Л. М. Фиш , 1913 .- [94] с.
- Евпаторийский уезд
  - Агайская волость — д. Агай
  - Донузлавская волость — с. Донузлав
  - Камбарская волость — д. Камбары
  - Коджамбакская волость — д. Коджамбак
  - Кокейская волость — д. Кокей
  - Кунанская волость — д. Кунан
  - Сакская волость — д. Саки
    - 1-й стан — д. Саки
    - 2-й стан — м. Ак-Мечеть
    - 3-й стан — д. Джелаир
- Перекопский уезд
  - Ак-Шеихская волость — д. Ак-Шеих
  - Александровская волость — д. Александровка
  - Богемская волость — д. Богемка
  - Бютеньская волость — д. Бютень
  - Воинская волость — д. Воинка
  - Джурчинская волость — д. Джурчи
  - Тотонайская волость — д. Тотонай
    - 1-й стан — пос. Таганаш
    - 2-й стан — пос. Курман-Кемельчи
- Симферопольский уезд
  - Булганакская волость — с. Булганак
  - Дуванкойская волость — д. Дуванкой
  - Зуйская волость — с. Зуя
  - Каралезская волость — д. Биюк-Каралез
  - Подгородне-Петровская волость — д. Бахча-Эли
  - Табулдинская волость — с. Табульды
  - Тав-Бадракская волость — д. Тав-Бадрак
    - 1-й стан — с. Зуя
    - 2-й стан — г. Бахчисарай
    - 3-й стан — д. Бахчи-Эль
- Феодосийский уезд
  - Андреевская волость — с. Андреевка
  - Владиславская волость — с. Владиславка
  - Кишлавская волость — с. Кишлав
  - Петровская волость — с. Петровское
  - Салынская волость — с. Салы
  - Сарайминская волость — с. Коп-Сараймин
  - Таракташская волость — д. Большой Таракташ
  - Цюрихтальская волость — кол. Цюрихталь
    - 1-й стан — мест. Судак
    - 2-й стан — пос. Ички
    - 3-й стан — с. Петровское
    - 4-й стан — г. Феодосия
    - 5-й стан — с. Камыш-Бурун
- Ялтинский уезд
  - Алуштинская волость — с. Алушта
  - Байдарская волость — д. Байдары
  - Богатырская волость — д. Гавро
  - Дерекойская волость — д. Дерекой
  - Кучук-Узеньская волость — д. Кучук-Узень
    - 1-й стан — с. Алушта
    - 2-й стан — д. Байдары
    - 3-й стан — д. Алупка
- Бердянский уезд
  - Александровская волость
  - Андреевская волость
  - Берестовская волость
  - Больше-Токмакская волость
  - Белицкая волость
  - Вознесенская волость
  - Гальбштадтская волость
  - Гнаденфельдская волость
  - Дмитриевская волость
  - Зеленовская волость
  - Елисеевская волость
  - Мало-Токмакская волость
  - Николаевская волость
  - Ново-Алексеевская волость
  - Ново-Васильевская волость
  - Ново-Григорьевская волость
  - Ново-Михайловская волость
  - Ново-Павловская волость
  - Ореховская волость
  - Петровская волость
  - Петропавловская волость
  - Покровская волость
  - Поповская волость
  - Преславская волость
  - Романовская волость
  - Сладко-Балковская волость
  - Софиевская волость
  - Цареводаровская волость
  - Черниговская волость

## Волостное деление в 1915 году
Волостное деление по «Статистическому справочнику Таврической губернии» 1915 года.
- Евпаторийский уезд
  - Агайская волость
  - Донузлавская волость
  - Камбарская волость
  - Коджамбакская волость
  - Кокейская волость
  - Кунанская волость
  - Сакская волость
- Перекопский уезд
  - Ак-Шейхская волость
  - Александровская волость
  - Богемская волость
  - Бюйтенская (Бютеньская) волость
  - Воинская волость
  - Джурчинская волость
  - Тотанайская волость
- Симферопольский уезд
  - Булганакская волость
  - Дуванкойская (Калымтайская[3]) волость
  - Зуйская волость
  - Каралезская волость
  - Подгородне-Петровская волость
  - Табулдынская волость (Табулдинская)
  - Тав-Бадракская волость
- Феодосийский уезд
  - Андреевская волость
  - Владиславовская (Владиславская) волость
  - Кышлавская (Кишлавская) волость
  - Петровская волость
  - Салынская волость
  - Сарай-Минская (Сарайминская) волость
  - Тарак-Ташская (Таракташская) волость
  - Цюрихтальская (Святогорская[3]) волость
- Ялтинский уезд
  - Алуштинская волость
  - Байдарская волость
  - Богатырская волость
  - Дерекойская волость
  - Кучук-Озенская (Кучук-Узеньская) волость
  - Балаклавский округ
- Бердянский уезд
  - Александровская волость
  - Андреевская волость
  - Берестовская волость
  - Больше-Токмакская волость
  - Белицкая волость
  - Вознесенская волость
  - Гальбштадтская волость
  - Гнаденфельдская волость
  - Дмитриевская волость
  - Зеленовская волость
  - Елисеевская волость
  - Мало-Токмакская волость
  - Николаевская волость
  - Ново-Алексеевская волость
  - Ново-Васильевская волость
  - Ново-Григорьевская волость
  - Ново-Михайловская волость
  - Ново-Павловская волость
  - Ореховская волость
  - Петровская волость
  - Петро-Павловская волость
  - Покровская волость
  - Поповская волость
  - Преславская волость
  - Романовская волость
  - Сладкобалковская волость
  - Софиевская волость
  - Цареводаровская волость
  - Черниговская волость